# Жељезногорск Илимски
Жељезногорск-Илимски (рус. Железногорск-Илимский) град је у Русији у Иркутској области. Према попису становништва из 2010. у граду је живело 26079 становника.

## Становништво
| 1959. | 1970.  | 1979.  | 1989.  | 2002.  | 2010.  |
| ----- | ------ | ------ | ------ | ------ | ------ |
| 1.983 | 22.179 | 29.087 | 32.326 | 29.093 | 26.079 |